# Didier de Courten
Didier de Courten, né le 21 août 1968 à Sierre, est un cuisinier suisse.
Nommé cuisinier de l'année en 2005, avec 19 points au Gault et Millau, il est chef de l'hôtel restaurant le Terminus à Sierre de 2005 à 2023. 

## Parcours
Il grandit à Venthône[réf. nécessaire]. 
Après avoir terminé son apprentissage à l'hôtel Terminus à Sierre, hôtel dont il est actuellement le chef, il a notamment travaillé plus d'un an chez Bernard Ravet à l'âge de 18 ans et 3 ans chez Gérard Rabaey au Pont-de Brent. 
En 1994, il s'installe au restaurant de La Côte à Corin-sur-Sierre. Il y obtiendra 3 toques et 18 points au Gault et Millau, ainsi que 2 étoiles au Guide Michelin. Il s'installe en 2005 au Terminus à Sierre,, année où il obtient un 19e point au Gault et Millau.
Il ferme son restaurant gastronomique à la fin de 2020.
En 2022, il annonce quitter le Terminus en avril 2023 pour devenir responsable de l'hôtellerie-restauration des remontées mécaniques de Grimentz-Zinal.